# Tbikha
La tbikha, ou tbiykhet djazayer, est un plat traditionnel algérien. C'est l'équivalent d'une jardinière aux légumes en sauce, composée principalement d'artichauts, de petits pois ainsi que de fèves, accompagnée d'une sauce épicée et du riz.

## Origine et étymologie
Ce plat est très ancien, il est originaire de l’Algérois plus précisément de la ville d'Alger.

## Préparation
Il est préparé à l'occasion du printemps. De plus, la tradition veut que ce plat soit préparé avec deux légumes; ce sont souvent: les petits pois et les artichauts, la fève et les artichauts, les petits pois et le navet ou encore la courge et les haricots verts.